# Яковлев, Иван Геннадьевич
Иван Геннадьевич Яковлев (род. 17 апреля 1995 года, Санкт-Петербург) — российский волейболист сборной России. Центральный блокирующий и капитан волейбольного клуба «Белогорье». Победитель Лиги наций. Заслуженный мастер спорта России (2021).

## Карьера
Иван Яковлев родился 17 апреля 1995 года в Санкт-Петербурге, где и начал заниматься волейболом. Является воспитанником местного «Автомобилиста». С 2012 года выступал в молодежном составе новоуренгойского «Факела». В 2014 году в составе этого клуба стал бронзовым призёром Кубка Молодежной Лиги и победителем Молодежной лиги.
После годового выступления в московском «МГТУ» Яковлев вернулся в «Факел» и стал выступать в Суперлиге. В 2017 году стал победителем Кубка вызова и был вызван в молодежную сборную для выступления на чемпионате мира в Египте. Российская сборная дошла до финала, где уступила сверстникам из Аргентины, однако несмотря на это Яковлев попал в символическую сборную по итогам турнира.
В 2018 году Иван Яковлев в составе «Факела» стал бронзовым призёром чемпионата России, при этом в регулярном чемпионате он стал вторым по количеству поставленных блоков. В этом же сезона завоевал еще одну «бронзу», на этот раз на клубном чемпионате мира в Польше. После завершения сезона подписал контракт с «Зенитом» из Санкт-Петербурга.
В 2019 году впервые был вызван в сборную России. Дебютировал в первом матче Лиги наций со сборной Франции. По ходу турнира стал игроком основного состава сборной, набрал в 15 матчах 117 очков и после победы сборной России в финале турнира вошел в символическую сборную лиги наций как один из двух лучших блокирующих игроков.
По итогам 2021 года Иван Яковлев вошёл в список лучших игроков мира, составленный Международной федерацией волейбола.
15 октября 2022 года перед матчем с «Новой» Ивану Яковлеву, Егору Клюке и Виктору Полетаеву были вручены удостоверения Заслуженных мастеров спорта Российской Федерации.

## Награды
- Медаль ордена «За заслуги перед Отечеством» I степени (11 августа 2021 года) — за большой вклад в развитие отечественного спорта, высокие спортивные достижения, волю к победе, стойкость и целеустремленность, проявленные на Играх XXXII Олимпиады 2020 года в городе Токио (Япония)[4].

## Карьера
- 2014—2015 — МГТУ (Москва).
- 2015—2019 — «Факел» (Новый Уренгой).
- С 2019 года — «Зенит» (Санкт-Петербург).

## Клубные достижения
- Серебряный призёр Кубка вызова (2016).
- Обладатель Кубка вызова (2017).
- Бронзовый призёр клубного чемпионата мира (2018).
- Бронзовый призёр чемпионата России (2018/19).

## Достижения в сборной
- Серебряный призёр молодежного чемпионата мира U23 (2017).
- Победитель Лиги Наций (2019).
- Серебряный призёр Олимпийских игр (2021).

## Индивидуальные достижения
- Лучший центральный блокирующий молодежного чемпионата мира U23 (2017).
- Лучший центральный блокирующий Лиги Наций (2019).